# Jestřebice (Heřmaničky)
Jestřebice je malá vesnice, část obce Heřmaničky v okrese Benešov. Nachází se 3 km na severovýchod od Heřmaniček. V roce 2010 zde bylo evidováno 8 adres.
Jestřebice leží v katastrálním území Arnoštovice o výměře 5,64 km².

## Historie
První písemná zmínka o vesnici pochází z roku 1382.
Osada patřila přibližně do poloviny 19. století k votickému panství.

## Pamětihodnosti
Roste zde památný strom lípa velkolistá. Podle měření z roku 2006 činí její obvod (ve výšce 130 cm) přibližně 950 cm.

## Další fotografie

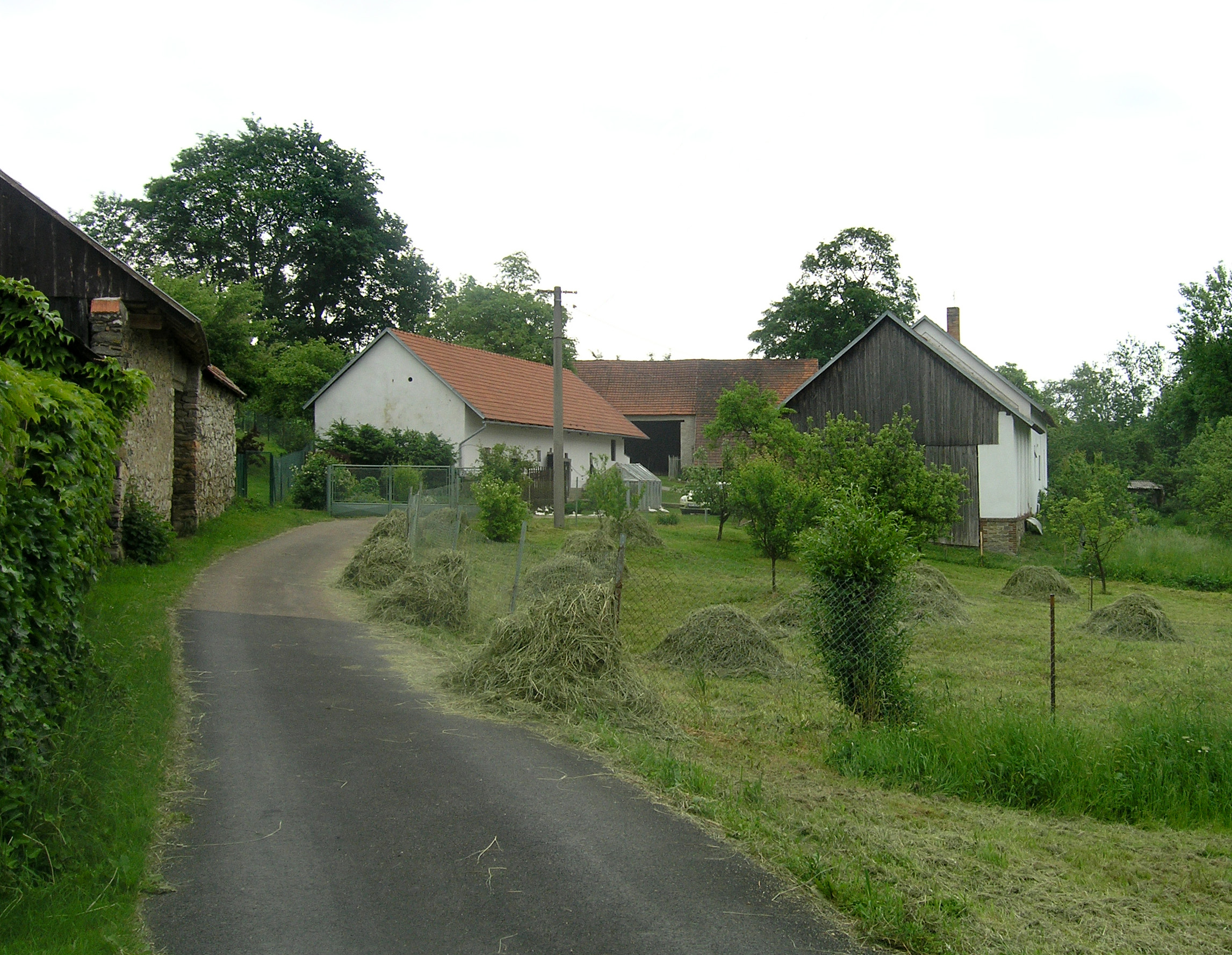
Východní část vesnice
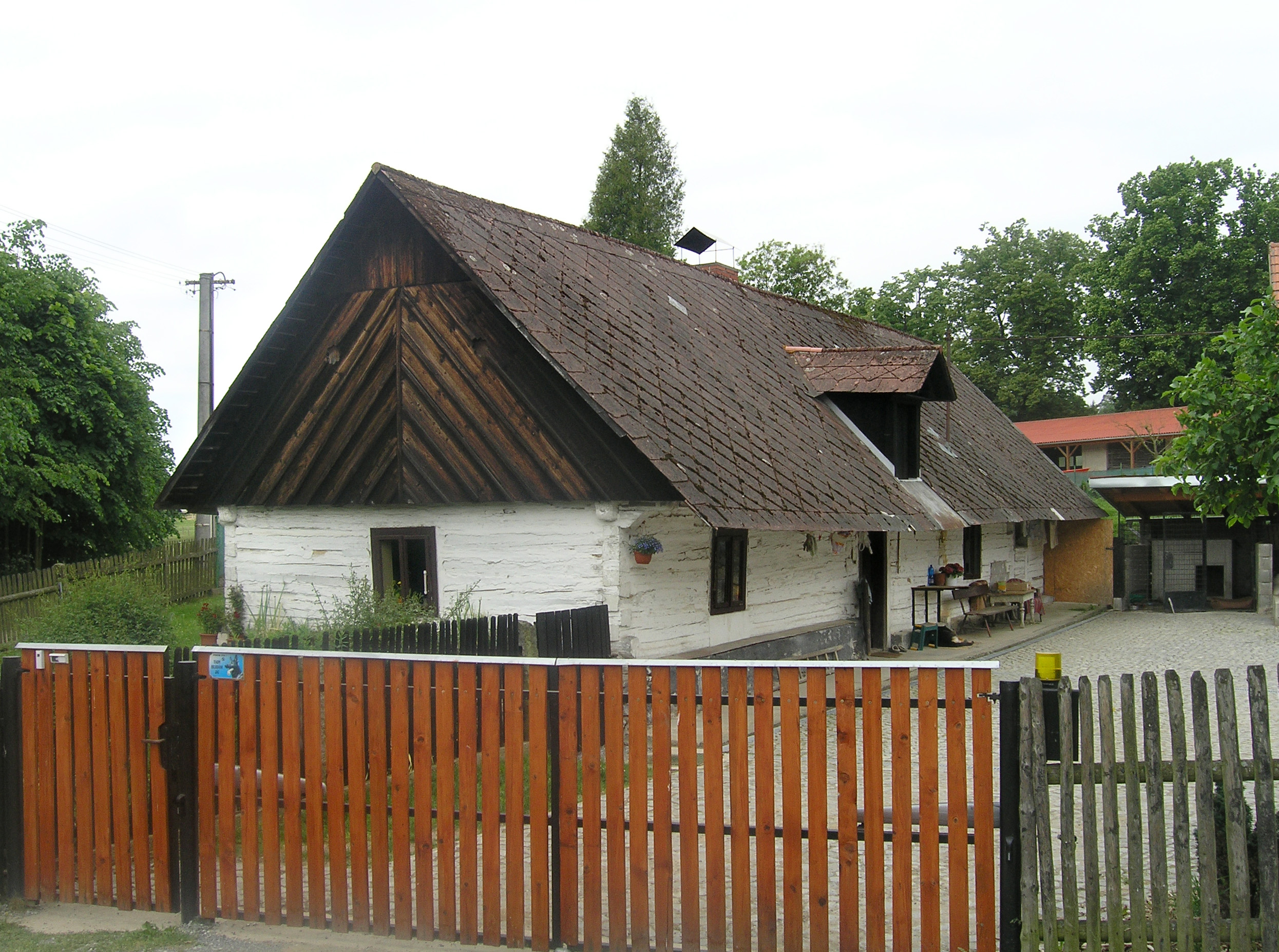
Dům čp. 3
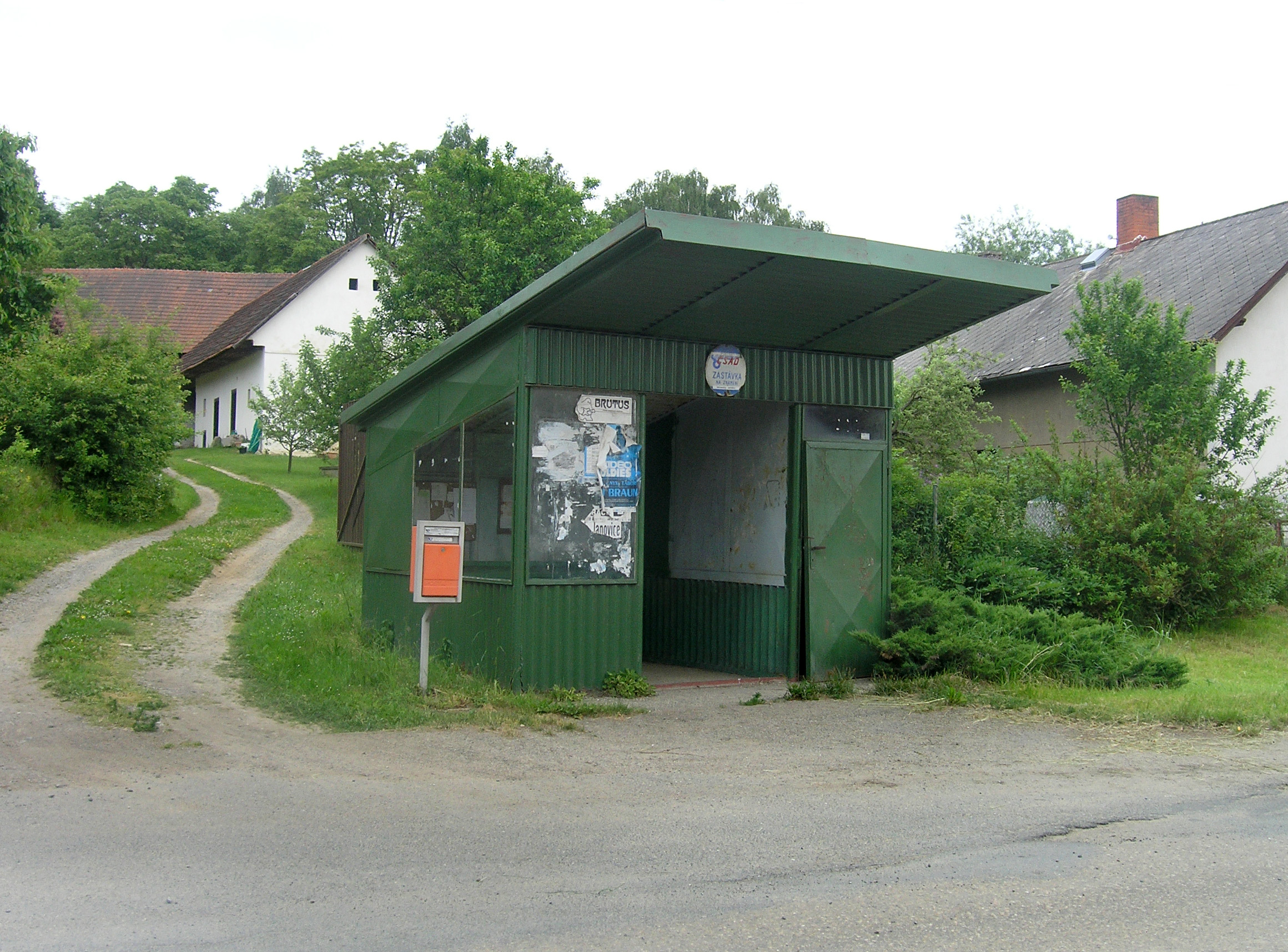
Zastávka